# Mistrzowie US Open w grze mieszanej
Lista meczów finałowych US Open w grze mieszanej.

## Mecze finałowe (1892–2024)
| Rok  | Mistrzowie                                    | Finaliści                               | Wynik                                 |
| 2024 | Sara Errani Andrea Vavassori                  | Taylor Townsend Donald Young            | 7:6(0), 7:5                           |
| 2023 | Anna Danilina Harri Heliövaara                | Jessica Pegula Austin Krajicek          | 6:3, 6:4                              |
| 2022 | Storm Sanders John Peers                      | Kirsten Flipkens Édouard Roger-Vasselin | 4:6, 6:4, 10–7                        |
| 2021 | Desirae Krawczyk Joe Salisbury                | Giuliana Olmos Marcelo Arévalo          | 7:5, 6:2                              |
| 2020 | nie rozegrano turnieju par mieszanych         | nie rozegrano turnieju par mieszanych   | nie rozegrano turnieju par mieszanych |
| 2019 | Bethanie Mattek-Sands Jamie Murray            | Chan Hao-ching Michael Venus            | 6:2, 6:3                              |
| 2018 | Bethanie Mattek-Sands Jamie Murray            | Alicja Rosolska Nikola Mektić           | 2:6, 6:3, 11–9                        |
| 2017 | Martina Hingis Jamie Murray                   | Chan Hao-ching Michael Venus            | 6:1, 4:6, 10–8                        |
| 2016 | Laura Siegemund Mate Pavić                    | Coco Vandeweghe Rajeev Ram              | 6:4, 6:4                              |
| 2015 | Martina Hingis Leander Paes                   | Bethanie Mattek-Sands Sam Querrey       | 6:4, 3:6, 10–7                        |
| 2014 | Sania Mirza Bruno Soares                      | Abigail Spears Santiago González        | 6:1, 2:6, 11–9                        |
| 2013 | Andrea Hlaváčková Maks Mirny                  | Abigail Spears Santiago González        | 7:6(5), 6:3                           |
| 2012 | Jekatierina Makarowa Bruno Soares             | Květa Peschke Marcin Matkowski          | 6:7(8), 6:1, 12–10                    |
| 2011 | Melanie Oudin Jack Sock                       | Gisela Dulko Eduardo Schwank            | 7:6(4), 4:6, 10–8                     |
| 2010 | Liezel Huber Bob Bryan                        | Květa Peschke Aisam-ul-Haq Qureshi      | 6:4, 6:4                              |
| 2009 | Carly Gullickson Travis Parrott               | Cara Black Leander Paes                 | 6:2, 6:4                              |
| 2008 | Cara Black Leander Paes                       | Liezel Huber Jamie Murray               | 7:6(6), 6:4                           |
| 2007 | Wiktoryja Azaranka Maks Mirny                 | Meghann Shaughnessy Leander Paes        | 6:4, 7:6(6)                           |
| 2006 | Martina Navrátilová Bob Bryan                 | Květa Peschke Martin Damm               | 6:2, 6:3                              |
| 2005 | Daniela Hantuchová Mahesh Bhupathi            | Katarina Srebotnik Nenad Zimonjić       | 6:4, 6:2                              |
| 2004 | Wiera Zwonariowa Bob Bryan                    | Alicia Molik Todd Woodbridge            | 6:3, 6:4                              |
| 2003 | Katarina Srebotnik Bob Bryan                  | Lina Krasnorucka Daniel Nestor          | 5:7, 7:5, 7:6(5)                      |
| 2002 | Lisa Raymond Mike Bryan                       | Katarina Srebotnik Bob Bryan            | 7:6, 7:6                              |
| 2001 | Rennae Stubbs Todd Woodbridge                 | Lisa Raymond Leander Paes               | 6:4, 5:7, 7:6                         |
| 2000 | Arantxa Sánchez Vicario Jared Palmer          | Anna Kurnikowa Maks Mirny               | 6:4, 6:3                              |
| 1999 | Ai Sugiyama Mahesh Bhupathi                   | Kimberly Po Donald Johnson              | 6:4, 6:4                              |
| 1998 | Serena Williams Maks Mirny                    | Lisa Raymond Patrick Galbraith          | 6:2, 6:2                              |
| 1997 | Manon Bollegraf Rick Leach                    | Mercedes Paz Pablo Albano               | 3:6, 7:5, 7:6(3)                      |
| 1996 | Lisa Raymond Patrick Galbraith                | Manon Bollegraf Rick Leach              | 7:6, 7:6                              |
| 1995 | Meredith McGrath Matt Lucena                  | Gigi Fernández Cyril Suk                | 6:4, 6:4                              |
| 1994 | Elna Reinach Patrick Galbraith                | Jana Novotná Todd Woodbridge            | 6:2, 6:4                              |
| 1993 | Helena Suková Todd Woodbridge                 | Martina Navrátilová Mark Woodforde      | 6:3, 7:6                              |
| 1992 | Nicole Provis Mark Woodforde                  | Helena Suková Tom Nijssen               | 4:6, 6:3, 6:3                         |
| 1991 | Manon Bollegraf Tom Nijssen                   | Arantxa Sánchez Vicario Emilio Sánchez  | 6:2, 7:6                              |
| 1990 | Elizabeth Smylie Todd Woodbridge              | Natalla Zwierawa Jim Pugh               | 6:4, 6:2                              |
| 1989 | Robin White Shelby Cannon                     | Meredith McGrath Rick Leach             | 3:6, 6:2, 7:5                         |
| 1988 | Jana Novotná Jim Pugh                         | Elizabeth Smylie John McEnroe           | 7:5, 6:3                              |
| 1987 | Martina Navrátilová Emilio Sánchez            | Betsy Negelsen Paul Annacone            | 6:4, 6:7, 7:6                         |
| 1986 | Raffaella Reggi Sergio Casal                  | Martina Navrátilová Peter Fleming       | 6:4, 6:4                              |
| 1985 | Martina Navrátilová Heinz Günthardt           | Elizabeth Smylie John Fitzgerald        | 6:3, 6:4                              |
| 1984 | Manuela Maleewa Tom Gullikson                 | Elizabeth Sayers John Fitzgerald        | 2:6, 7:5, 6:4                         |
| 1983 | Elizabeth Sayers John Fitzgerald              | Barbara Potter Ferdi Taygan             | 3:6, 6:3, 6:4                         |
| 1982 | Anne Smith Kevin Curren                       | Barbara Potter Ferdi Taygan             | 6:7, 7:6, 7:6                         |
| 1981 | Anne Smith Kevin Curren                       | Joanne Russell-Longdon Steve Denton     | 6:4, 7:6                              |
| 1980 | Wendy Turnbull Marty Riessen                  | Betty Stöve Frew McMillan               | 7:5, 6:2                              |
| 1979 | Greer Stevens Bob Hewitt                      | Betty Stöve Frew McMillan               | 6:3, 7:5                              |
| 1978 | Betty Stöve Frew McMillan                     | Billie Jean King Ray Ruffels            | 6:3, 7:6                              |
| 1977 | Betty Stöve Frew McMillan                     | Billie Jean King Vitas Gerulaitis       | 6:2, 3:6, 6:3                         |
| 1976 | Billie Jean King Phil Dent                    | Betty Stöve Frew McMillan               | 3:6, 6:2, 7:5                         |
| 1975 | Rosie Casals Dick Stockton                    | Billie Jean King Fred Stolle            | 6:3, 7:6                              |
| 1974 | Pam Teeguarden Geoff Masters                  | Chris Evert Jimmy Connors               | 6:1, 7:6                              |
| 1973 | Billie Jean King Owen Davidson                | Margaret Smith Court Marty Riessen      | 6:3, 3:6, 7:6                         |
| 1972 | Margaret Smith Court Marty Riessen            | Rosie Casals Ilie Năstase               | 6:3, 7:5                              |
| 1971 | Billie Jean King Owen Davidson                | Betty Stöve Rob Maud                    | 6:3, 7:5                              |
| 1970 | Margaret Smith Court Marty Riessen            | Judy Tegart Dalton Frew McMillan        | 6:4, 6:4                              |
| 1969 | Margaret Smith Court Marty Riessen            | Françoise Durr Dennis Ralston           | 7:5, 6:3                              |
| 1968 | Mary Ann Eisel Peter Curtis                   | Tory Fletz Gerry Perry                  | 6:4, 7:5                              |
| 1967 | Billie Jean King Owen Davidson                | Rosie Casals Stan Smith                 | 6:3, 6:2                              |
| 1966 | Donna Floyd Fales Owen Davidson               | Carol Aucamp Ed Rubinoff                | 6:1, 6:3                              |
| 1965 | Margaret Smith Court Fred Stolle              | Judy Tegart Dalton Frank Froehling      | 6:2, 6:2                              |
| 1964 | Margaret Smith Court John Newcombe            | Judy Tegart Dalton Ed Rubinoff          | 10:6, 4:6, 6:3                        |
| 1963 | Margaret Smith Court Ken Fletcher             | Judy Tegart Dalton Ed Rubinoff          | 3:6, 8:6, 6:2                         |
| 1962 | Margaret Smith Court Fred Stolle              | Lesley Turner Bowrey Frank Froehling    | 7:5, 6:2                              |
| 1961 | Margaret Smith Court Bob Mark                 | Darlene Hard Dennis Ralston             |                                       |
| 1960 | Margaret Osborne DuPont Neale Fraser          | Maria Bueno Antonio Palafox             | 6:3, 6:2                              |
| 1959 | Margaret Osborne DuPont Neale Fraser          | Janet Hopps Bob Mark                    | 7:5, 13:15, 6:2                       |
| 1958 | Margaret Osborne DuPont Neale Fraser          | Maria Bueno Alex Olmedo                 | 6:3, 3:6, 9:7                         |
| 1957 | Althea Gibson Kurt Nielsen                    | Darlene Hard Robert Howe                | 6:3, 9:7                              |
| 1956 | Margaret Osborne DuPont Ken Rosewall          | Darlene Hard Lew Hoad                   | 9:7, 6:1                              |
| 1955 | Doris Hart Vic Seixas                         | Shirley Fry Lew Hoad                    | 9:7, 6:1                              |
| 1954 | Doris Hart Vic Seixas                         | Margaret Osborne DuPont Ken Rosewall    | 4:6, 6:1, 6:1                         |
| 1953 | Doris Hart Vic Seixas                         | Julie Sampson Rex Hartwig               | 6:2, 4:6, 6:4                         |
| 1952 | Doris Hart Frank Sedgman                      | Thelma Long Lew Hoad                    | 6:3, 7:5                              |
| 1951 | Doris Hart Frank Sedgman                      | Shirley Fry Mervyn Rose                 | 6:3, 6:2                              |
| 1950 | Margaret Osborne DuPont Ken McGregor          | Doris Hart Frank Sedgman                | 6:4, 3:6, 6:3                         |
| 1949 | Louise Brough Eric Sturgess                   | Margaret Osborne DuPont Bill Talbert    | 4:6, 6:3, 7:5                         |
| 1948 | Louise Brough Tom Brown                       | Margaret Osborne DuPont Bill Talbert    | 6:4, 6:4                              |
| 1947 | Louise Brough John Bromwich                   | Gussie Moran Pancho Segura              | 6:3, 6:1                              |
| 1946 | Margaret Osborne DuPont Bill Talbert          | Louise Brough Robert Krimbell           | 6:3, 6:4                              |
| 1945 | Margaret Osborne DuPont Bill Talbert          | Doris Hart Bob Falkenberg               | 6:4, 6:4                              |
| 1944 | Margaret Osborne DuPont Bill Talbert          | Dorothy Cheney Don McNeill              | 6:2, 6:3                              |
| 1943 | Margaret Osborne DuPont Bill Talbert          | Pauline Betz Pancho Segura              | 10:6, 6:4                             |
| 1942 | Louise Brough Ted Schroeder                   | Patricia Canning Todd Alejo Russell     | 3:6, 6:1, 6:4                         |
| 1941 | Sarah Palfrey Cooke Jack Kramer               | Pauline Betz Bobby Riggs                | 4:6, 6:4, 6:4                         |
| 1940 | Alice Marble Bobby Riggs                      | Dorothy Cheney Jack Kramer              | 9:7, 6:1                              |
| 1939 | Alice Marble Harry Hopman                     | Sarah Palfrey Cooke Elwood Cooke        | 9:7, 6:1                              |
| 1938 | Alice Marble Don Budge                        | Thelma Coyne Long John Bromwich         | 6:1, 6:2                              |
| 1937 | Sarah Palfrey Cooke Don Budge                 | Sylvie Jung Henrotin Yvon Petra         | 6:2, 8:10, 6:0                        |
| 1936 | Alice Marble Gene Mako                        | Sarah Palfrey Cooke Don Budge           | 6:3, 6:2                              |
| 1935 | Sarah Palfrey Cooke Enrique Maier             | Kay Stammers Roderich Menzel            | 6:4, 4:6, 6:3                         |
| 1934 | Helen Jacobs George Lott                      | Elizabeth Ryan Lester Stoefen           | 4:6, 13:11, 6:2                       |
| 1933 | Elizabeth Ryan Ellsworth Vines                | Sarah Palfrey Cooke George Lott         | 11:9, 6:1                             |
| 1932 | Sarah Palfrey Cooke Fred Perry                | Helen Jacobs Ellsworth Vines            | 6:3, 7:5                              |
| 1931 | Betty Nuthall George Lott                     | Anna Harper Wilmer Allison              | 6:3, 6:3                              |
| 1930 | Edith Cross Wilmer Allison                    | Marjorie Morrill Frank Shields          | 6:4, 6:4                              |
| 1929 | Betty Nuthall George Lott                     | Phyllis Covell Bunny Austin             | 6:3, 6:3                              |
| 1928 | Helen Wills Moody John Hawkes                 | Edith Cross Edgar Moon                  | 6:1, 6:3                              |
| 1927 | Eileen Bennett Whittingstall Henri Cochet     | Hazel Hotchkiss Wightman René Lacoste   | 6:2, 6:0, 6:3                         |
| 1926 | Elizabeth Ryan Jean Borotra                   | Hazel Hotchkiss Wightman René Lacoste   | 6:4, 7:5                              |
| 1925 | Kathleen McKane Godfree John Hawkes           | Ermyntrude Harvey Vincent Richards      | 6:2, 6:4                              |
| 1924 | Helen Wills Moody Vincent Richards            | Molla Mallory William Tilden            | 6:8, 7:5, 6:0                         |
| 1923 | Molla Mallory William Tilden                  | Kathleen McKane Godfree John Hawkes     | 6:3, 2:6, 10:8                        |
| 1922 | Molla Mallory William Tilden                  | Helen Wills Moody Howard Kinsey         | 6:4, 6:3                              |
| 1921 | Mary Kendall Browne Bill Johnston             | Molla Mallory William Tilden            | 3:6, 6:4, 6:3                         |
| 1920 | Hazel Hotchkiss Wightman Wallace F. Johnson   | Molla Mallory Craig Biddle              | 6:4, 6:3                              |
| 1919 | Marion Zinderstein Vincent Richards           | Florence Ballin William Tilden          | 2:6, 11:9, 6:2                        |
| 1918 | Hazel Hotchkiss Wightman Irving Wright        | Molla Mallory Fred Alexander            | 6:2, 6:3                              |
| 1917 | Molla Mallory Irving Wright                   | Florence Ballin William Tilden          | 10:12, 6:1, 6:3                       |
| 1916 | Eleonora Sears Willis Davis                   | Florence Ballin William Tilden          | 6:4, 7:5                              |
| 1915 | Hazel Hotchkiss Wightman Harry Johnson        | Molla Mallory Irving Wright             | 6:0, 6:1                              |
| 1914 | Mary Kendall Browne William Tilden            | Margaret Myers J. R. Rowland            | 6:1, 6:4                              |
| 1913 | Mary Kendall Browne William Tilden            | Dorothy Green S. Rogers                 | 7:5, 7:5                              |
| 1912 | Mary Kendall Browne Richard N. Williams       | Eleonora Sears William Clothier         | 6:4, 2:6, 11:9                        |
| 1911 | Hazel Hotchkiss Wightman Wallace F. Johnson   | Edna Widley Morris Tilden               | 6:4, 6:4                              |
| 1910 | Hazel Hotchkiss Wightman Joseph Carpenter Jr. | Edna Widley Morris Tilden               | 6:2, 6:2                              |
| 1909 | Hazel Hotchkiss Wightman Wallace F. Johnson   | Louise Hammond Raymond Little           | 6:2, 6:0                              |
| 1908 | Edith Rotch Nathaniel Niles                   | Louise Hammond Raymond Little           | 6:4, 4:6, 6:4                         |
| 1907 | May Sayres Wallace F. Johnson                 | Natalie Widley Morris Tilden            | 6:1, 7:5                              |
| 1906 | Sarah Coffin Edward Dewhurst                  | Margaret Johnson J. B. Johnson          | 6:3, 7:5                              |
| 1905 | Augusta Schultz Clarence Hobart               | Elisabeth Moore Edward Dewhurst         | 6:2, 6:4                              |
| 1904 | Elisabeth Moore Wylie Grant                   | May Sutton F. B. Dallas                 | 6:2, 6:1                              |
| 1903 | Helen Chapman Harry Allen                     | Carrie Neeley W. H. Rowland             | 6:4, 7:5                              |
| 1902 | Elisabeth Moore Wylie Grant                   | Elizabeth Rastall Albert Hoskins        | 6:2, 6:1                              |
| 1901 | Marion Jones Farquhar Raymond Little          | Myrtle McAteer Clyde Stevens            | 6:4, 6:4, 7:5                         |
| 1900 | Margaret Hunnewell Alfred Codman              | T. Shaw George Atkinson                 | 11:9, 6:3, 6:1                        |
| 1899 | Elizabeth Rastall Albert Hoskins              | Jane Craven James P. Gardner            | 6:4, 6:0, krecz                       |
| 1898 | Carrie Neely Edwin Fischer                    | Helen Chapman J. A. Hill                | 6:2, 6:4, 8:6                         |
| 1897 | Laura Henson D. L. Magruder                   | Maud Banks R. A. Griffin                | 6:4, 6:3, 7:5                         |
| 1896 | Juliette Atkinson Edwin Fischer               | Amy Williams Mantle Fieldings           | 6:2, 6:3, 6:3                         |
| 1895 | Juliette Atkinson Edwin Fischer               | Amy Williams Mantle Fieldings           | 4:6, 8:6, 6:2                         |
| 1894 | Juliette Atkinson Edwin Fischer               | A. McFadden Gustav Remark               | 6:3, 6:2, 6:1                         |
| 1893 | Ellen Roosevelt Clarence Hobart               | Ethel Bankston Robert Willson           | 6:1, 4:6, 10:6                        |
| 1892 | Mabel Cahill Clarence Hobart                  | Elisabeth Moore Rodmond Beach           | 6:1, 6:3                              |